# Майдлинг
Майдлинг (на немски: Meidling) е дванадесетият окръг на Виена. Населението му е 97 665 жители (по приблизителна оценка от януари 2019 г.).

## Подразделения
- Алтмансдорф
- Гауденцдорф
- Хецендорф
- Обермайдлинг
- Унтермайдлинг